# Párbeszéd a halállal
A Párbeszéd a halállal Arthur Koestler egyik önéletrajzi írása, melyben a spanyol polgárháború során, elsősorban a börtönben szerzett tapasztalatairól ír. A mű rögtön szabadon bocsátása után, 1937 őszén született. A Párbeszéd a halállal eredetileg egy átfogóbb mű, a Spanyol Testamentum második részeként jelent meg, később kizárólag önálló kötetben. Ennek oka, hogy a Spanyol Testamentum első része propagandacélokat szolgált, Koestler pedig később eltávolodott a kommunizmustól. A szöveget eredetileg német nyelven írta, azonban a börtönben írt feljegyzései angolul készültek.
A Párbeszéd a halállal 1937 őszén keletkezett; közvetlenül a börtönből való kiszabadulásom után írtam, amikor az események még élénken éltek az emlékezetembe. Alapjául a börtönben írt napló szolgált, amelyet szabadulásomkor sikerült kicsempésznem és magammal hoznom.

## Tartalma
|  | Alább a cselekmény részletei következnek! |

Koestler az 1937 januártól májusig terjedő eseményeket mondja el. Az író a köztársaságaik ellenőrzése alatt álló Málagában  maradt, mely 1937. február 8-án elesett. A bevonuló nacionalisták Koestlert foglyuk ejtik Sir Peter Chalmers-Mitchell házában, aki szintén nem hagyta el a várost. Koestler feltételezte, hogy bármelyik pillanatban agyonlőhetik, ugyanis korábban leplezőt könyvet jelentett meg Angliában a lázadók kegyetlenkedéseiről (Párizsban jelent meg, Elképesztő emberáldozat... Spanyolországi feketekönyv címmel). Erre azonban nem kerül sor, hanem először malagai rendőrfőnökségre, majd a helyi börtönbe viszik. Miközben magánzárkájában várakozik az író, folyamatosan zajlanak a tömeges kivégzések. Öt nap elkülönített őrizet után vonaton Málagából Sevillába szállítják át.
A sevillai börtönt a spanyol forradalom idején építették, a személyzet a lehetőségekhez képest igyekezett humánusan bánni a rabokkal. „Malaga után úgy éreztem itt magam, mint valami luxusszálldóában”. Az írót azonban magánzárkában tartják, hivatalosan nem kommunikálhat senkivel és szoros felügyelet alatt tartják (cellája ajtaján ezt a spanyol „incomunicado” és „ojo” (szem) felirattal jelezték). Koestler rendkívül érzékletesen, a pszichés folyamatok pontos elemzésével írja le, milyen következményei vannak az elzárásnak. Mindeközben azt sem tudata, hogy pontosan milyen sorsot szántak neki (valójában ekkor már halálra ítélték). Két hónapot töltött ebben az elszigeteltségben:
„Az agyam, mint valami búgócsiga, három hónapig forgott képzeletbeli tengelye, a halál körül. Azt hittem, hogy közel van hozzám, amikor sok mérföldnyi messzeségben járt; aludtam és nevettem álmomban, amikor közvetlen szomszédomat ragadta el.”
Idővel enyhültek a fogvatartás körülményei: először könyvet kapott, később kimehetett az udvarra, itt megismerkedett a rabok élettörténetével. Kétszer is titokban éhségsztrájkba fogott, ugyanis szeretett volna átkerülni a gyengélkedőre, hátha onnan könnyebben tud üzenni a külvilágának. Koestler és rabtársai idegeit nagyon megviselték a folyamatosan, ugyanolyan forgatókönyv szerint zajló kivégzések. Koestler 1937. május 12-én szabadul, egy frankóista repülőtiszt szállította La Lineába, ahonnan Gibraltáron keresztül visszajutott Angliába.
|  | Itt a vége a cselekmény részletezésének! |

## Kiadások
A Párbeszéd a halállal először a Spanyol testamentum részeként jelent meg 1937-ben a Gollancz angol kiadó gondozásban. Később már önálló kötetként adták ki angolul és számos más nyelven is. A teljes mű magyarul először 1993-ban jelent meg, a német kiadás fordításaként.

## Magyarul
- Párbeszéd a halállal. Spanyol testamentum; ford. Nemes László; Fabula, Bp., 1993